# أبوجيلي

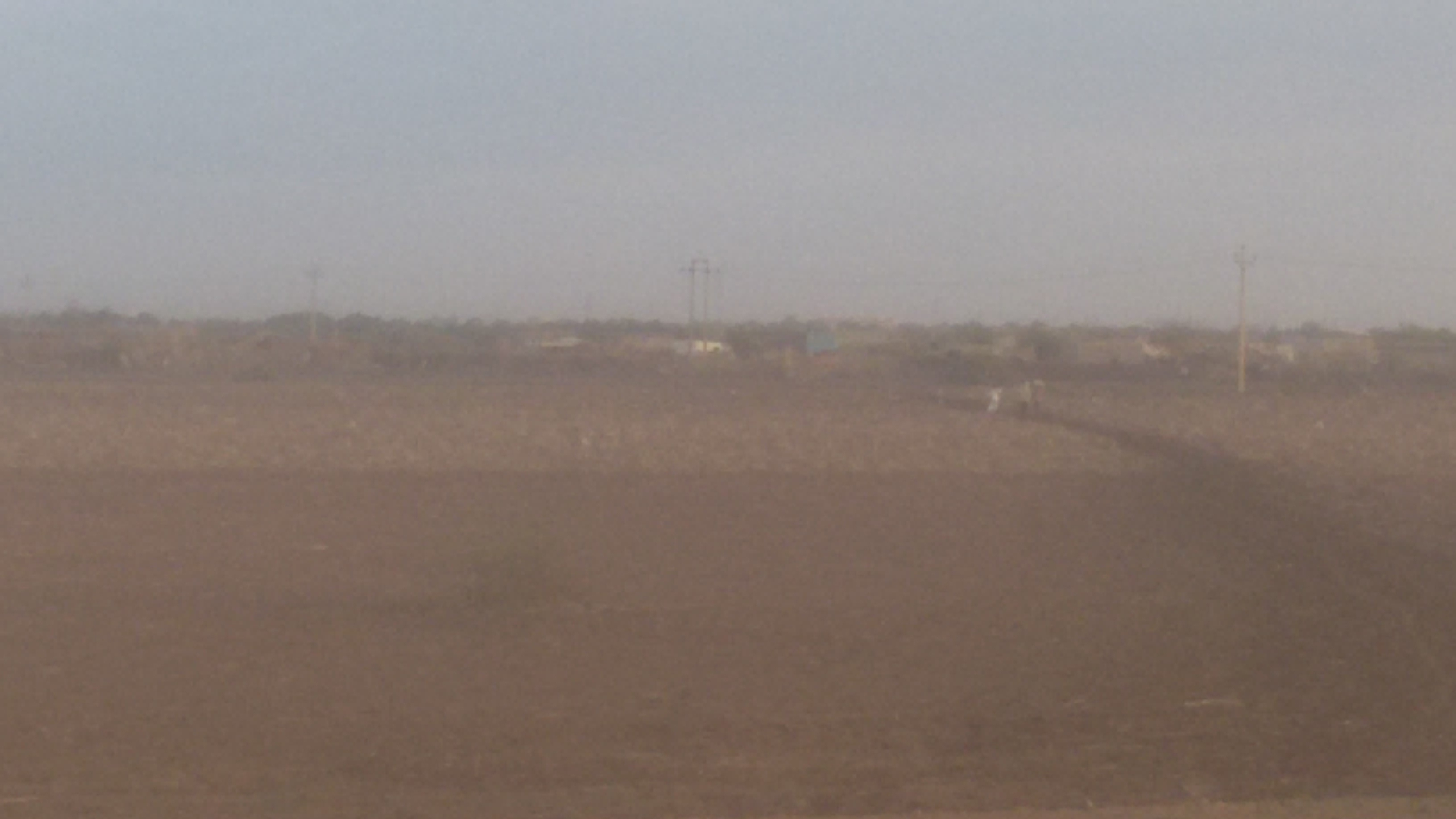

منطقة أبوجيلي هي منطقة تقع في محلية شرق سنار وحدة الريف الشرقي، بولاية سنار، يفصل بينها وبين مدنية سنار النيل الأزرق وهي تقع بالضفة الشرقي للنيل، يحيطها النيل من الجهة الجنوبية والغربية، يقول أهلها أن نشأتها مرتبطة ب«انهيار الممالك النوبية» في السودان، ويأتي اسم أبوجيلي أو «أبوقيلي» في اللغة النوبة بمعني «المك» أي الملك أما في لغة النوبية بمعني «صاحب البشرة الحمراء»، وتقول الأسطورة إن أول رجل سكان بها كان صاحب بشري شديد الاحمرار وهو لونا يعتبر شاذة عند النوبين، ويقول إن بعد انهيار الممالك هاجر النوبين جنوب واستقر ذلك الرجل في هذا المنطقة وكان أهل يقول نحن «ماشي لي أبوقيلي»

## مميزات أبوجيلي
تمتاز أبوجيلي بوجدها في مناخ السافنا الغنية بها غابة أبوجيلي الكبير التي زرعها الحكم الأنخليزي في فترة الحرب العالمية الثانية وقموا بزرعة مساحة كبير منها "نبات الكروم" لدعم الجيش البريطاني بالطعام وفي غابة أبوجيلي أشجار تعود إلي العام 1947م بها أنواع متعدد من الأشجار منها المهوقني، الصفصاف، والأشجار المانجو، السنطة والبان وغيرها " بعد خروج المستعمر قامت الحكومة الوطنية بتحويل الغابة للصالح سجن الأصلاحية أبوجيلي.

### الأدارة الأهالي في منطقة
رغم تنوع السكان في المنطقة إلا أن النوبة في أبوجيلي سظلوا يحتفظون بإدارة المنطقة كان تحكم المنطقة بنظام العمودية وأخر عمدة هو العمدة الحسن، وتحول النظام إلي مشيخة بعد ذلك وأول شيخ لها هو الشيخ يعقوب ودالحسن وجاء بعده الريح وألغي بعد ذلك للنظام اللجان الشعبية وأول رئيس للجنة الشعبية هو النور اليأس، ورغم ألغي نظام المشايخ والإدارة الأهالي ولكن أسرة يعقوب ودالحسن ظلت محتفظ على مكانها بعد ثورة ديسمبر المجيدة وإعلان المجلس العسكري بتولي أمر الإدارة الأهالي تسير الأمور ولي الشيخ النيل الريح يعقوب شيخ خلفا لوالده.
تضمن منطقة أبوجيلي عدد كبير من مكونات الثقافية ومقسم إلي أحياء أو قري صغير منها أبوجيلي، والتكيينة، وحلة موسي والأصلاحية هي سكنات الشرطة السجون في المنطقة